# Народноослободилачки покрет Југославије
Народноослободилачки покрет (НОП) је био највећи антифашистички покрет у Југославији за време Другог светског рата, који је организовала и предводила Комунистичка партија Југославије (КПЈ).
Оружану силу Народноослободилачког покрета представљали су Народноослободилачки партизански одреди (НОП одреди), створани током лета 1941, а новембра 1942. формирана је Народноослободилачка војска Југославије (НОВЈ), која је марта 1945. прерасла у Југословенску армију (ЈА).
Као непосредни органи Народноослободилачког покрета стварани су, већ током лета 1941. године, Народноослободилачки одбори, који су представљали прве органе „народне власти“. Они су били организовани као сеоски, месни, рејонски, градски, општински, окружни, покрајински или обласни и имали су задатак да помажу из позадине Народноослободилачку борбу. Поред Народноослободилачких одбора у оквиру НОП-а су стваране и друге масовне антифашистичке организације, попут Антифашистичког фронта жена (АФЖ), Уједињеног савеза антифашистичке омладине Југославије (УСАОЈ) и Савеза пионира Југославије.
Народноослободилачки покрет је за разлику од других покрета у Југославији, током Другог светског рата, успео да окупи припаднике свих народа: Србе, Хрвате, Словенце, Муслимане, Црногорце и Македонце, као и припаднике свих националних мањина у Југославији: Мађаре, Албанце, Италијане, Словаке, па чак и Немце.
Један од циљева Народноослободилачког покрета био је и стварање нове државе - Нове Југославије, која би почивала на националном и социјалном јединству. На тај начин се остваривао и део програма Комунистичке партије Југославије, који се односио на извођење социјалистичке револуције. Ови планови су се посебно одвијали на ослобођеним територијама тзв. „Партизанским републикама“ (Ужичка република, Дрварска република, Бихаћка република и др.) где је становништво могло у пракси да види ефикасност рада НО одбора и стварање државе социјалне правде.
Народноослободилачки покрет се развијао на читавом подручју Југославије, као и на деловима околних земаља са већинским југословенским становништвом. Главни противници НОП-а су били страни окупатори (Немци, Италијани, Бугари и Мађари), као и „домаћи издајници“ - квислиншке организације које су сарађивале с окупатором: Независна Држава Хрватска (усташе и домобрани), режим Милана Недића у Србији (Српска државна стража), Бела гарда у Словенији, режим Секуле Дрљевића у Црној Гори, четници Косте Пећанца, Балисти, Љотићев „Збор“ и др. Поред чисто квислиншких организација припадници НОП-а су били и у сукобу с четницима Драже Михаиловића, који су од стране Савезника били признати као Југословенска војска у отаџбини, а сарађивали су са окупатором. Покрет је водио доследну борбу и против ширења међунационалне мржње и масовних прогона и покоља становништва, што му је донело велику народну подршку.
Народноослободилачки покрет је 1943. године добио подршку Савезника, који су ускратили дотадашњу подршку четницима. После тога је дошло, на наговор Савезника, до стварања споразума са Југословенском владом у избеглиштву, која је и сама признала НОП. На основу тих споразума дошло је, 7. марта 1945. године, до стварања Демократске Федеративне Југославије.

### Освободилна фронта
За разлику од других крајева Југославије, где је у Народноослободилачком покрету руководећу улогу имала Комунистичка партија Југославије, поред које су се налазиле и неке друге мање предратне политичке организације, у Словенији је на иницијативу Комунистичке партије Словеније формиран Ослободилачки фронт (словен. Osvobodilna fronta) који је окупио десетак предратних странака и организација и створио чврсто јединство у борби против окупатора.

## Стварање АВНОЈ-а
Антифашистичко веће народног ослобођења Југославије, скраћено АВНОЈ, је била кровна организација народноослободилачких комитета, успостављена 26. новембра 1942. ради управљања слободним територијама на подручју окупиране Југославије.
АВНОЈ је био под политичким вођством Народноослободилачког покрета Југославије. Многи обични борци у партизанским редовима нису били комунисти, али њих је у програму АВНОЈ-а привукао федеративни систем за различите народе у Југославији, што је била избалансиранија замисао од свега што су друге политичке снаге у Југославији нудиле у то време.

## Истакнуте личности НОП-а
| - Методије Андонов Ченто - Михајло Апостолски - Спасенија Цана Бабовић - Владимир Бакарић - Душан Богдановић - Јосип Броз Тито - Владимир Велебит - Јован Веселинов - Јосип Видмар - Дмитар Влахов - Страхил Гигов - Сретен Жујовић - Влада Зечевић - Едвард Кардељ - Војислав Кецмановић - Борис Кидрич - Лазар Колишевски - Иван Милутиновић | - Нико Миљанић - Владимир Назор - Благоје Нешковић - Миле Перуничић - Моша Пијаде - Нурија Поздерац - Јаша Продановић - Ђуро Пуцар - Иван Рибар - Владислав С. Рибникар - Душан Сернец - Јоже Сребрнич - Јосип Смодлака - Петар Стамболић - Синиша Станковић - Фадиљ Хоџа - Авдо Хумо - Родољуб Чолаковић |